# Mébar-Dagara
Pour les articles homonymes, voir Mébar (homonymie).
Ne doit pas être confondu avec Mébar-Birifor.
Mébar-Dagara est une commune rurale située dans le département de Gbomblora de la province du Poni dans la région Sud-Ouest au Burkina Faso.

## Géographie
Mébar-Dagara – dont le nom du village fait référence à l'ethnie Dagari qui le constitue historiquement – est situé à environ 18 km à l'est de Gbomblora, le chef-lieu du département, et à 14 km à l'est de la route nationale 11. Le village est à 8 km au nord-est de Tobo-Tankori.
Mébar-Dagara se trouve à 3 km de la rive droite du Mouhoun qui constitue la frontière ghanéenne où se trouvent de nombreux franchissement de gués praticables durant la saison sèche.

## Santé et éducation
Le centre de soins le plus proche de Mébar-Dagara est le centre de santé et de promotion sociale (CSPS) de Tobo-Tankori tandis que le centre hospitalier régional (CHR) de la province se trouve à Gaoua.